# レイリー散乱

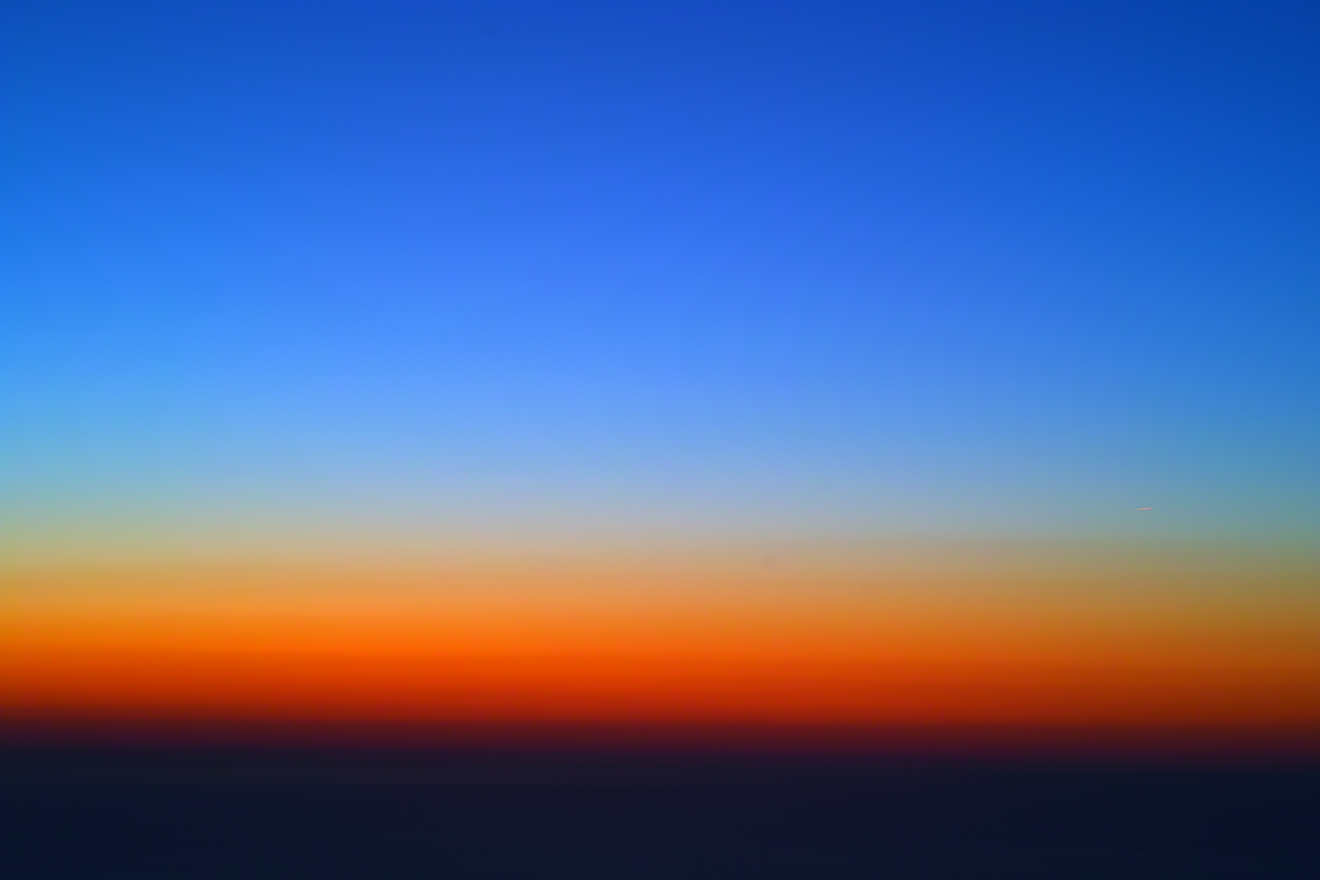
日没１時間後に高度500mから見た日没方向の水平線

レイリー散乱（レイリーさんらん、英: Rayleigh scattering）とは、光の波長よりも小さいサイズの粒子や構造ゆらぎによる光の散乱である。透明な液体や固体中でも起きるが、典型的な現象は気体中の散乱であり、日中の空が青く見えるのは、レイリー散乱の周波数特性によるものである。レイリー散乱という名は、この現象の説明を試みたレイリー卿にちなんで名付けられた。

## 理論
散乱波の波長 λ と散乱粒子の直径 d に関わるパラメータとして、円周率 π を係数としたサイズパラメータ
{\displaystyle \alpha ={\frac {\pi d}{\lambda }}}
があり、α ≪ 1 はレイリー散乱、α ≈ 1 はミー散乱、α ≫ 1 は幾何光学近似で表現できる。

### 微粒子近似
入射光の電磁場のうちの電場が微粒子の電場に作用し、粒子内の電子が強制的に振動させられて双極子モーメントが励起されることによって起こる。したがって、粒子が振動数 ν0 の双極振動子で、ν0 が入射光の振動数 ν に比して ν ≪ ν0 の場合、散乱強度 I は
{\displaystyle I=I_{0}{\frac {8\pi Ne^{4}\nu ^{4}}{3m^{2}c^{4}\nu _{0}^{4}}}}
となる。ここで、I0 は入射光の強度、N, m, e は振動子の数と質量および電荷、c は光速である。
また、上式で ν4/c4 = λ−4 なので、粒子が波長に比べて十分小さい場合、散乱強度は入射光の波長の4乗に反比例し、下式で与えられる。
{\displaystyle I=I_{0}{\frac {1+\cos ^{2}\theta }{2R^{2}}}\left({\frac {2\pi }{\lambda }}\right)^{4}\left({\frac {n^{2}-1}{n^{2}+2}}\right)^{2}\left({\frac {d}{2}}\right)^{6}}
ここで、R は粒子までの距離、θ は散乱角、n は屈折率である。この式は、粒子の体積 V を用いると
{\displaystyle I=I_{0}{\frac {9}{2}}{\frac {1+\cos ^{2}\theta }{R^{2}}}{\frac {(\pi V)^{2}}{\lambda ^{4}}}\left({\frac {n^{2}-1}{n^{2}+2}}\right)^{2}}
と表す事も出来る。
さらに、散乱断面積 σs は散乱強度の式を全立体角にわたって積分することで、下式によって求められる。
{\displaystyle \sigma _{\mathrm {s} }={\frac {2\pi ^{5}}{3}}{\frac {d^{6}}{\lambda ^{4}}}\left({\frac {n^{2}-1}{n^{2}+2}}\right)^{2}}
この式から、散乱強度が波長の-4乗 λ-4 に比例すること、すなわち波長の短い青色の光が波長の長い赤色の光よりも強く散乱されることが説明される。夕焼けや朝焼けは、太陽と観測者の間に大気の存在する距離が日中と比べて長くなり、青色光が観測者に届くまでに大気を構成する分子によって散乱され尽くし、散乱を受けにくい赤色光のみが観測者に届くことによって起こる。一方で、日中には波長が短い青が観測者の方に散乱されることにより、空全体が青く見える。

## 応用におけるレイリー散乱

### 光学計測
特徴としては、信号強度が分子数の密度に比例し、分光法より高強度であることが挙げられる。トレーサーとしては散乱断面積の大きい物質が用いられる。

### 気象レーダー
気象レーダーは、直径 1mm 程度の雨粒や雪などの粒子によるレイリー散乱を利用する。霧雨（直径 0.5mm 以下）が捉えられにくいのは、小さな粒子の散乱強度が著しく小さい（粒子の直径の6乗 d6 に比例する）ためである。

### 光ファイバー内の信号の減衰
光ファイバーを伝わる光の減衰は、主にレイリー散乱によって引き起こされる。散乱は添加物の組成ゆらぎと光ファイバーを構成するガラスの密度ゆらぎによるものであり、これらの抑制が伝送損失の低減につながる。

### 原論文
- Strutt, John (1871). “XV. On the light from the sky, its polarization and colour”. Philosophical Magazine. series 4 (Abingdon: Taylor & Francis) 41 (271):  107–120. doi:10.1080/14786447108640452. ISSN 1478-6435. LCCN 2003-249007. OCLC 476300855.
- Strutt, John (1871). “XXXVI. On the light from the sky, its polarization and colour”. Philosophical Magazine. series 4 (Abingdon: Taylor & Francis) 41 (273):  274–279. doi:10.1080/14786447108640479. ISSN 1478-6435. LCCN 2003-249007. OCLC 476300855.
- Strutt, John (1871). “LVIII. On the scattering of light by small particles”. Philosophical Magazine. series 4 (Abingdon: Taylor & Francis) 41 (275):  447–454. doi:10.1080/14786447108640507. ISSN 1478-6435. LCCN 2003-249007. OCLC 476300855.
- Strutt, John (1881). “X. On the electromagnetic theory of light”. Philosophical Magazine. series 5 (Abingdon: Taylor & Francis) 12 (73):  81–101. doi:10.1080/14786448108627074. ISSN 1478-6435. LCCN 2003-249007. OCLC 476300855.
- Rayleigh, Lord (1899). “On the transmission of light through an atmosphere containing small particles in suspension, and on the origin of the blue of the sky”. Philosophical Magazine. series 5 (Abingdon: Taylor & Francis) 47 (287):  375–384. doi:10.1080/14786449908621276. ISSN 1478-6435. LCCN 2003-249007. OCLC 476300855.
- Cox, A.J. (9 July 2001). “An experiment to measure Mie and Rayleigh total scattering cross sections”. American Journal of Physics (College Park, MD: American Institute of Physics) 70 (6):  620. Bibcode: 2002AmJPh..70..620C. doi:10.1119/1.1466815. ISSN 1943-2909. LCCN 2007-233687. OCLC 1480178.

### 書籍
- Siegel, R.; Howell, J.R. (December 7, 2001). Thermal radiation heat transfer (4th ed.). New York: Taylor & Francis. ASIN 1560328398. ISBN 978-1560328391. NCID BA79460245. OCLC 907372195
- Seinfeld, John H.; Pandis, Spyros N. (August 11, 2006). Atmospheric Chemistry and Physics: From Air Pollution to Climate Change (2nd ed.). Hoboken, N.J.: John Wiley & Sons. ASIN 0471720186. ISBN 978-0-471-72018-8. NCID BA78712025. OCLC 62493628
- 『物理小事典』（第4版）三省堂、2008年（原著1994年4月1日）、379頁。ASIN 4385240167。ISBN 978-4385240169。 NCID BN10774805。OCLC 675375379。全国書誌番号:94041161。